# Düsseldorfer EG
A Düsseldorfer EG egy német jégkorongcsapat Düsseldorfban. A csapat a Deutsche Eishockey Ligában játszik. A klub négyszeres nyugat-német és egyszeres német bajnok.

## Története
A klubot 1935-ben alapították Düsseldorfer EG néven.

### Korábban használt nevek
- 1935–2001 – Düsseldorfer EG
- 2001–2012 – DEG Metro Stars
- 2012–napjainkig – Düsseldorfer EG

## Helyezések
Deutsche Eishockey Liga-bajnok: 1995-96